# Ljuska (biljni rod)
Ljuska (ime vrste je panonska ljuska; lat. Pholiurus) je monotipski biljni rod jednogodišnjeg raslinja iz porodice trava.
Jedina vrsta je P. pannonicus ili panonska ljuska, koja je raširerna od Kazahstana na istoku, uz prekide (Italija i Francuska) na zapad sve do Španjolske
Prisutna je i u Hrvatskoj